# Patricia Lage
Patricia Lage (Buenos Aires, 24 de diciembre de 1955 — Buenos Aires, 16 de octubre de 2023) fue una conductora, actriz y modelo argentina.

## Biografía
Lage nació en Buenos Aires el 24 de diciembre de 1955, Lage comenzó a trabajar como modelo. En 1973, fue elegida Miss Joven Argentina, y viajó a Japón para representar a su país. Su carrera como modelo le abrió las puertas para aparecer en publicidades, siendo una de las más recordadas la de Casa Aurora Grundig.
Lage hizo su primera aparición en la televisión conduciendo su programa La casa de Patricia, un magacín que también fue producido por ella, fue emitido a finales de los años 80 en ATC.

### El clan de Patsy
A finales de la década de 1980, Lage viajó a Brasil y descubrió a Xuxa, con quién llegó a entrevistarse. Firmó un acuerdo con la cantante y estrenó El clan de Patsy en 1988. El programa, que se emitió por ATC, fue un éxito, que dejó frases célebres como "Guachi, guau". Sin embargo, años más tarde, los propetarios de los derechos de Xuxa dieron de baja el contrato y el programa de Xuxa se estrenó en Argentina, mientras que Patsy siguió trabajando en distintos programas como conductora.

### Carrera posterior
Tras el nacimiento de su hija, a mediados de la década de 1990, estrenó su programa Creciendo con mamá, y con el paso del tiempo, empezó a estrenar programas como Magazine Mujer y Mujeres de recursos, donde entrevistaba a mujeres exitosas de diferentes ámbitos, entre ellas Marta Minujín, Hilda Chiche Duhalde, Patricia Bullrich, la ministra de la Corte Suprema Carmen Argibay y Magdalena Ruiz Guiñazú.

## Vida personal y muerte
Lage tuvo una hija, Victoria, quien empezó a trabajar como conductora, lo que provocó su retiro en los medios poco a poco.
Lage murió en Buenos Aires, el 16 de octubre de 2023 a los 67 años debido a complicaciones de su salud tras haber sufrido un accidente cerebrovascular cuatro años antes, la noticia fue confirmada por la relacionista pública, Susana Milano.